# Pseudogonatodes
Pseudogonatodes is een geslacht van hagedissen die behoren tot de gekko's en de familie Sphaerodactylidae.

## Naam en indeling
De wetenschappelijke naam van de groep werd voor het eerst voorgesteld door Alexander Grant Ruthven in 1915. Er zijn zeven soorten, inclusief twee soorten die pas in 2000 voor het eerst werden beschreven. Een aantal soorten werd eerder aan het geslacht Lepidoblepharis toegekend.
De geslachtsnaam Pseudogonatodes betekent vrij vertaald 'lijkend op gonatodes', en slaat op de gelijkenis met de verwante Amerikaanse daggekko's uit het geslacht Gonatodes.

## Verspreiding en habitat
De gekko's komen voor in delen van Zuid-Amerika en leven in de landen Brazilië, Guyana, Frans-Guyana, Suriname, Colombia, Venezuela, Peru en Ecuador. De habitat bestaat uit vochtige tropische en subtropische bossen, zowel in laaglanden als in bergstreken, droge tropische en subtropische bossen en tropische en subtropische moerassen.

## Beschermingsstatus
Door de internationale natuurbeschermingsorganisatie IUCN is aan alle soorten een beschermingsstatus toegewezen. Vier soorten worden beschouwd als 'veilig' (Least Concern of LC), een als 'onzeker' (Data Deficient of DD) wen twee als 'gevoelig' (Near Threatened of NT).

## Soorten
Het geslacht omvat de volgende soorten, met de auteur en het verspreidingsgebied.
| Naam                       | Auteur                       | Verspreidingsgebied                                                          | Beschermingsstatus |
| -------------------------- | ---------------------------- | ---------------------------------------------------------------------------- | ------------------ |
| Pseudogonatodes barbouri   | Noble, 1921                  | Peru                                                                         |                    |
| Pseudogonatodes furvus     | Ruthven, 1915                | Colombia                                                                     |                    |
| Pseudogonatodes gasconi    | Avila-Pires & Hoogmoed, 2000 | Brazilië                                                                     |                    |
| Pseudogonatodes guianensis | Parker, 1935                 | Brazilië, Guyana, Frans-Guyana, Suriname, Colombia, Venezuela, Peru, Ecuador |                    |
| Pseudogonatodes lunulatus  | Roux, 1927                   | Venezuela                                                                    |                    |
| Pseudogonatodes manessi    | Avila-Pires & Hoogmoed, 2000 | Venezuela                                                                    |                    |
| Pseudogonatodes peruvianus | Huey & Dixon, 1970           | Colombia, Peru                                                               |                    |